# آی‌ای‌سی ۶۰۹۰۶–۱

دوشاخه آی‌ای‌سی ۶۰۹۰۶–۱-

آی‌ای‌سی ۶۰۹۰۶–۱ (انگلیسی: IEC 60906-1) نوعی دوشاخه و پریز است که دارای سیم زمین است و جریان ۱۵ آمپر و ۲۵۰ ولت متناوب را می‌تواند از خود عبور دهد. طرح اولیه آن نخستین‌بار در سال ۱۹۸۶توسط کمیسیون بین‌المللی الکتروتکنیک منتشر شد.